# Urla

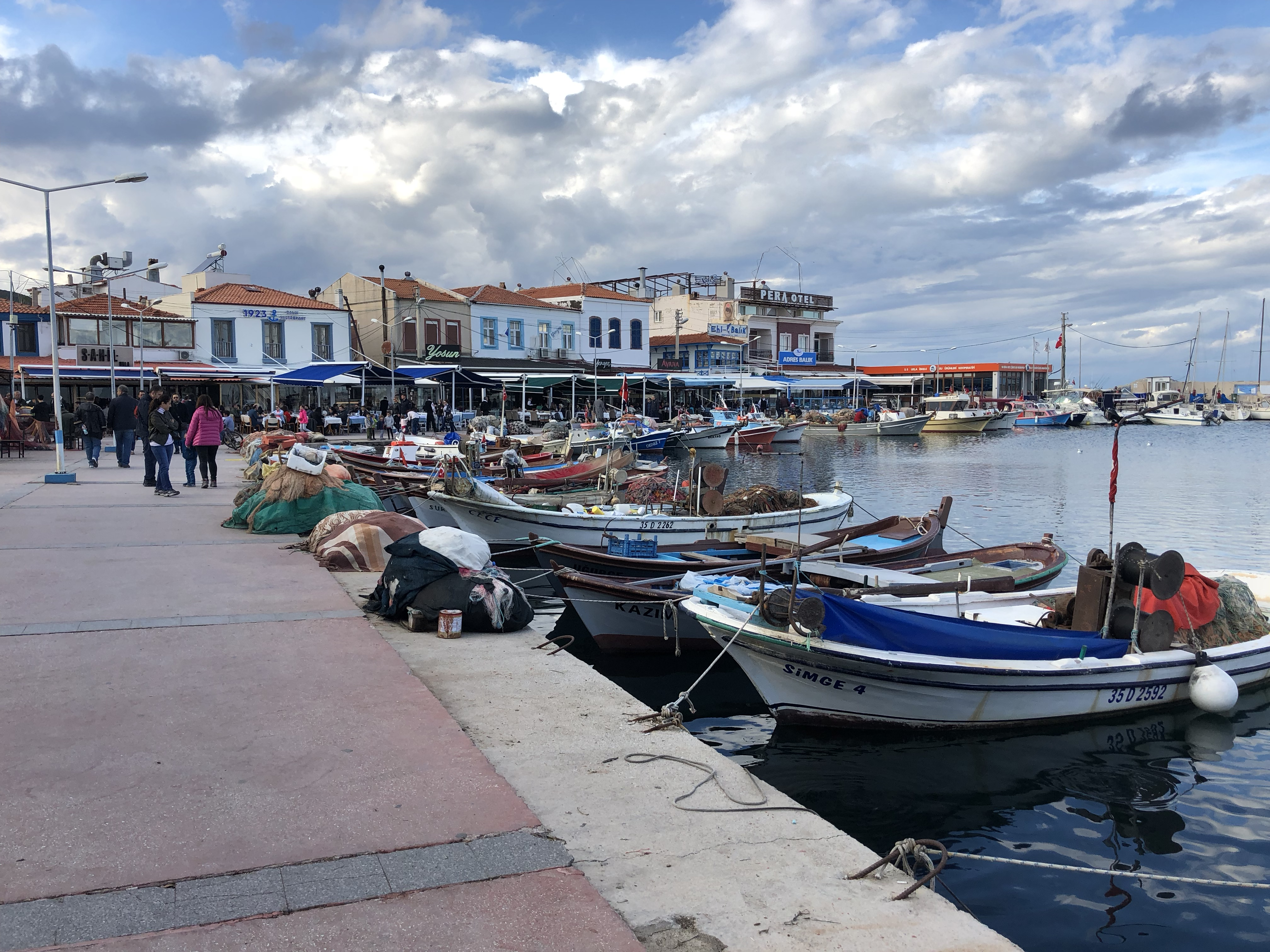
Hafenszene

Urla ist eine Stadtgemeinde (Belediye) im gleichnamigen İlçe (Landkreis) der Provinz Izmir in der türkischen Ägäisregion und zugleich ein Stadtbezirk der 1984 gebildeten Büyükşehir belediyesi İzmir (Großstadtgemeinde/Metropolprovinz). Seit der Gebietsreform ab 2013 ist die Gemeinde flächen- und einwohnermäßig identisch mit dem Landkreis.
Urla befindet sich 38 Kilometer entfernt vom Zentrum von Izmir an der Straße nach Çeşme. Zu Urla gehören zwölf kleinere Inseln in der Bucht von Urla, die größte davon ist Uzunada. Die Ortsteile Urla Iskelesi (4 km vom Zentrum), Zeytinalanı und Çeşmealtı (6 km vom Zentrum) liegen direkt am Meer. Auch die Buchten von Menteş, Gülbahçe und Balıklıova werden von Erholungssuchenden aus Izmir zum Baden aufgesucht.

## Verwaltung
Urla existierte als Kreis (bzw. Kaza als Vorgänger) schon vor Bildung der Türkischen Republik (1923) und hatte zur ersten Volkszählung 1927 eine Einwohnerschaft von 15.548 (auf 285 km² Fläche) in 17 Dörfern, 8.936 davon im Verwaltungssitz Ourla.
(Bis) Ende 2012 bestand der Landkreis aus der Kreisstadt (2012: 46.289 Einw.)  und aus 14 Dörfern (Köy, 2012: zusammen 8.267 Einw.) in drei Bucaks (Barbaros, Uzunkuyu und Merkez Bucağı), die während der Verwaltungsreform 2013/2014 in Mahalle (Stadtviertel/Ortsteile) überführt wurden. Die 23 Mahalle der Kreisstadt blieben unverändert erhalten. Durch die Herabstufung der Dörfer zu Mahalle stieg deren Zahl auf 37. Ihnen steht ein Muhtar als oberster Beamter vor.
Ende 2020 lebten durchschnittlich 1.880 Menschen in jedem Mahalle, 4.748 Einw. im bevölkerungsreichsten (Yaka Mah.). Die im Stadtlogo/Stadtwappen manifestierte Jahreszahl (1866) dürfte ein Hinweis auf das Jahr der Erhebung zur Stadtgemeinde (Belediye) sein.

## Name
Die antike Vorgängersiedlung der Stadt trug den Namen Klazomenai. Der spätere griechische Name der Stadt, der auch in türkischer Zeit in Gebrauch war, lautet Vourla (Βουρλά), was im 19. Jahrhundert oft Vurla oder auch Wurla geschrieben wurde.

## Geschichte
Der Ort erlangte im Altertum durch seine Kultur Bedeutung. In dem ionischen Landstrich befinden sich Klazomenai und der bronzezeitliche Fundort Limantepe. Dort fand man bei Ausgrabungen Skulpturen und kulturgeschichtliche Zeugnisse, die heute im Louvre, im Nationalmuseum Athens und im Archäologie-Museum von Izmir ausgestellt sind.

### Erwähnung in Reiseberichten
Im April 1825 hielt sich Anton Prokesch von Osten in Urla auf. In seinen Mittheilungen aus Kleinasien gab er folgende Schilderung:

## Persönlichkeiten
Urla ist die Heimat des orthodoxen Neumärtyrers Michael von Smyrna.
Aus dem Ort stammt weiterhin der griechische Nobelpreisträger Giorgos Seferis, und der türkische Schriftsteller Necati Cumalı wuchs ebenfalls hier auf.

## Bildung
In Urla befinden sich 30 Grund- und Sekundarschulen und 5 Gymnasien. Es gibt verschiedene Fakultäten von unterschiedlichen Universitäten in Urla, so die Fakultät für Fischereiwissenschaft der Ege Üniversitesi und die Maritime Fakultät der Dokuz Eylül Üniversitesi. Außerdem hat Urla eine technische Universität, die İzmir Yüksek Teknoloji Enstitüsü (IYTE) (deutsch: Institut für Technologie Izmir), die besonders auf Ingenieur- und Naturwissenschaften fokussiert.